# Saint-Cassien (Dordogne)
Saint-Cassien ist eine französische Gemeinde mit 32 Einwohnern (Stand 1. Januar 2022) im Département Dordogne in der Region Nouvelle-Aquitaine.

## Geografie
Die Gemeinde liegt im Süden des Périgord, etwa 30 km von Bergerac entfernt. 

## Bevölkerungsentwicklung
| Jahr      | 1962 | 1968 | 1975 | 1982 | 1990 | 1999 | 2006 | 2016 |
| Einwohner | 68   | 53   | 43   | 35   | 40   | 35   | 32   | 33   |

## Sehenswürdigkeiten

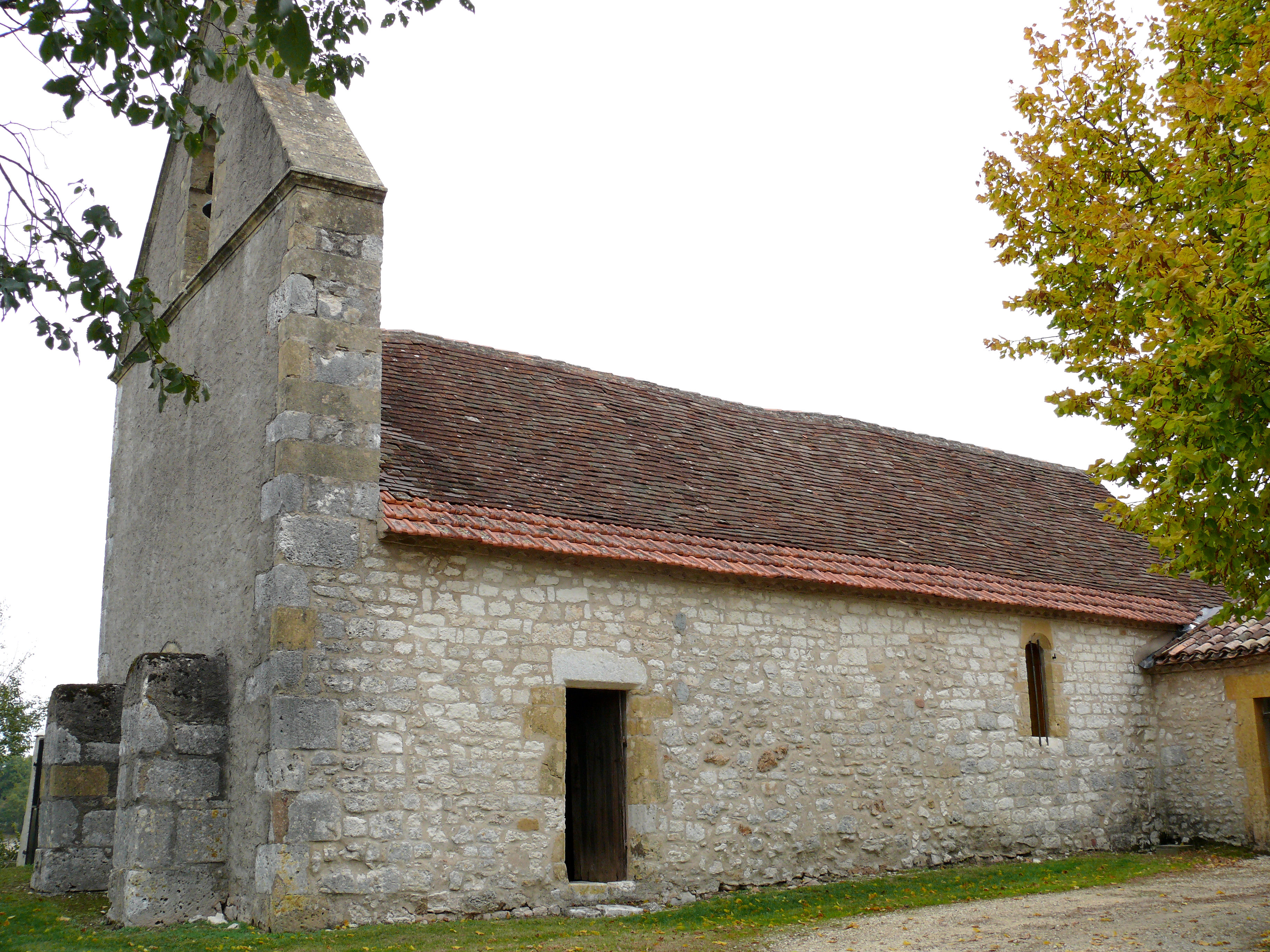
Kirche Saint-Cassien

- Kirche Saint-Cassien